# Lądowisko Babice
Lądowisko Babice – lądowisko sanitarne w Warszawie, w dzielnicy Bemowo, położone na terenie lotniska Warszawa-Babice. Stanowi bazę Lotniczego Pogotowia Ratunkowego. Przeznaczone jest do wykonywania startów i lądowań śmigłowców sanitarnych i ratowniczych w dzień i w nocy o dopuszczalnej masie startowej 5700 kg.
Zarządzającym lądowiskiem jest Centrum Usług Logistycznych Lotniska Warszawa-Babice. W roku 2011 zostało wpisane do ewidencji lądowisk Urzędu Lotnictwa Cywilnego pod numerem 90.